# 天主教若列特教區
天主教若列特教區（拉丁語：Dioecesis Ioliettensis）是加拿大一個羅馬天主教教區，屬蒙特利爾總教區。1904年1月27日升為教區。
教區包括魁北克勒奴地耶一部份。2006年有教友214,875人，佔轄區總人口94.2%。教區下轄五十六堂區，有124名司鐸。
現任教區主教為類斯·科里沃，榮休主教為祺肋·呂謝爾。